# جورج کامرون (دوچرخه‌سوار)
جورج کامرون (انگلیسی: George Cameron; ۱۷ اوت ۱۸۸۱ – نوامبر ۱۹۶۸) دوچرخه‌سوار اهل ایالات متحده آمریکا بود. وی در بازی‌های المپیک تابستانی ۱۹۰۸ شرکت کرده است.